# Gnamptogenys interrupta
Gnamptogenys interrupta es una especie de hormiga del género Gnamptogenys, categorizada en la tribu Ectatommini, de la subfamilia Ectatomminae. Fue descrita por Mayr en 1887.

## Distribución
Se distribuye por América: Brasil, Colombia, Costa Rica, Guayana Francesa, Guatemala, Honduras, México, Panamá y Venezuela.

## Hábitat
Habita en troncos podridos y pantanos. Se ha encontrado a elevaciones de 293 hasta 1100 m s. n. m.